# Operator 13
Operator 13 (Brasil: A Espiã 13) é um filme norte-americano de 1934, do gênero drama romântico-histórico, dirigido por Ryszard Bolesławski, com roteiro de baseado no romance Secret Service Operator, de Robert W. Chambers.

## Sinopse
A atriz Gail Loveless aceita tornar-se espiã da União durante a Guerra Civil Americana. Ela assume a identidade de uma mestiça e parte para o Sul, onde conhece o capitão Jack Gailliard, por quem se apaixona. Quando o capitão também cai de amores por ela, Gail vê dificuldades em cumprir a missão. Depois de várias aventuras, inclusive uma em que são algemados juntos, eles se separam e prometem se reencontrar após o final da guerra.

## Prêmios e indicações
| Prêmio     | Categoria         | Recipientes   | Situação |
| ---------- | ----------------- | ------------- | -------- |
| Oscar 1935 | Melhor fotografia | George Folsey | Indicado |

## Elenco
| Ator/Atriz          | Personagem             |
| ------------------- | ---------------------- |
| Marion Davies       | Gail Loveless          |
| Gary Cooper         | Capitão Jack Gailliard |
| Jean Parker         | Eleanor Shackleford    |
| Katharine Alexander | Pauline                |
| Ted Healy           | Doutor Hitchcock       |
| Russell Hardie      | Tenente Gus Littledale |
| Henry Wadsworth     | John Pelham            |
| Douglass Dumbrille  | General Stuart         |
| Willard Robertson   | Capitão Channing       |
| Fuzzy Knight        | Soldado Sweeney        |
| Sidney Toler        | Major Allen Pinkerton  |
| Robert McWade       | Coronel Sharpe         |
| Marjorie Gateson    | Senhorita Shackleford  |
| Wade Boteler        | Gaston                 |
| Walter Long         | Operador 55            |

## Produção
Segundo Leonard Maltin, Marion Davies "passa a primeira metade do filme disfarçada de blackface e a segunda se apaixonando por Gary Cooper". Hal Erickson, do Allmovie, complementa: "se você aceita isso  [a loura e de olhos azuis Marion Davies em blackface], então há chances de você engulir o restante de Operator 13".
Este foi o último trabalho da atriz na MGM. Ao ver recusados por Irving Thalberg seus pedidos para estrelar The Barretts of Wimpole Street e Marie Antoinette, ela e o marido William Randolph Hearst levaram seu famoso bangalô e a Cosmopolitan Productions para a Warner Bros.. Durante bastante tempo, os jornais de Hearst nã mecionaram o nome de Norma Shearer, esposa de Thalberg, que foi a protagonista dos dois filmes.